# Grande Île

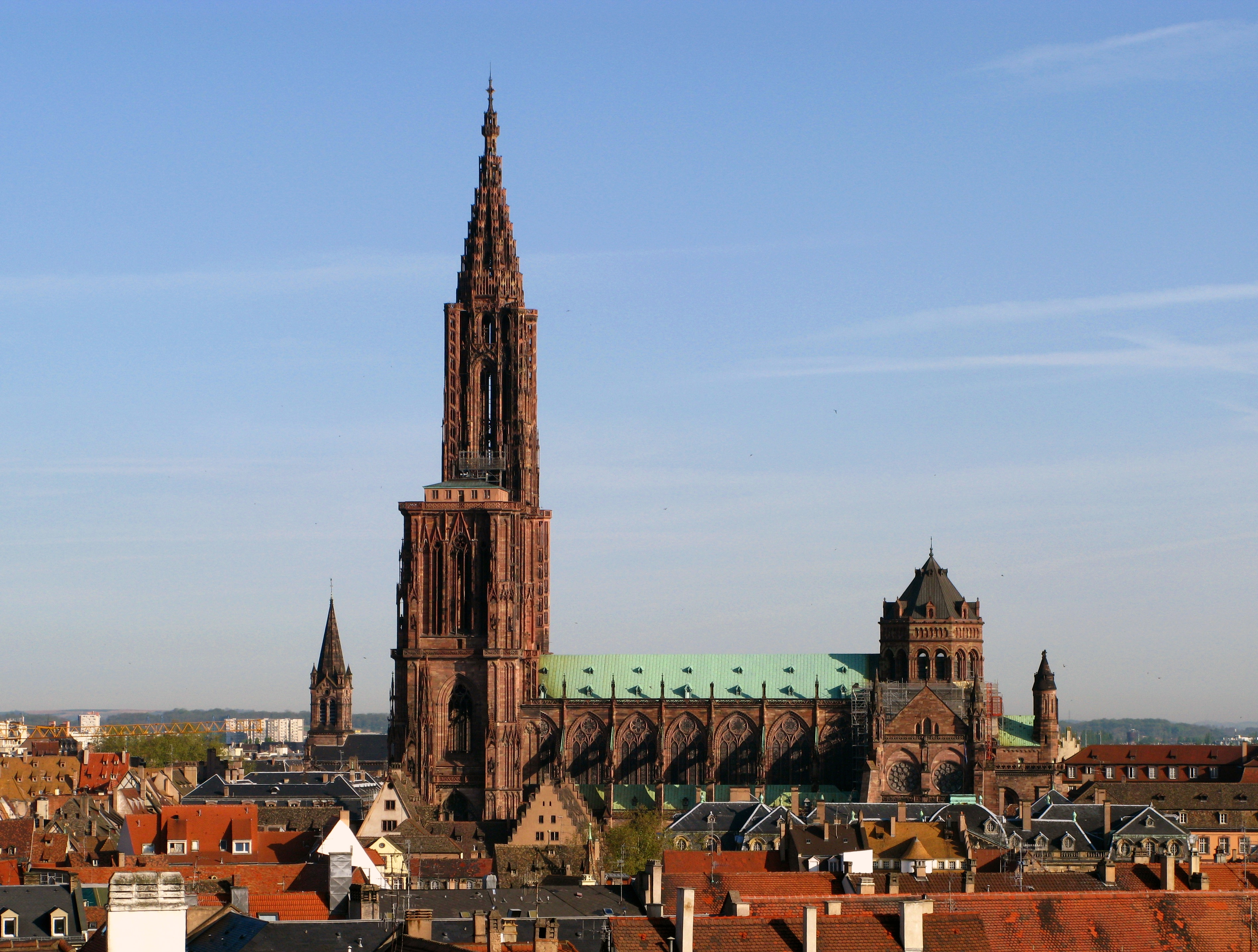
Cattedrale di Notre-Dame

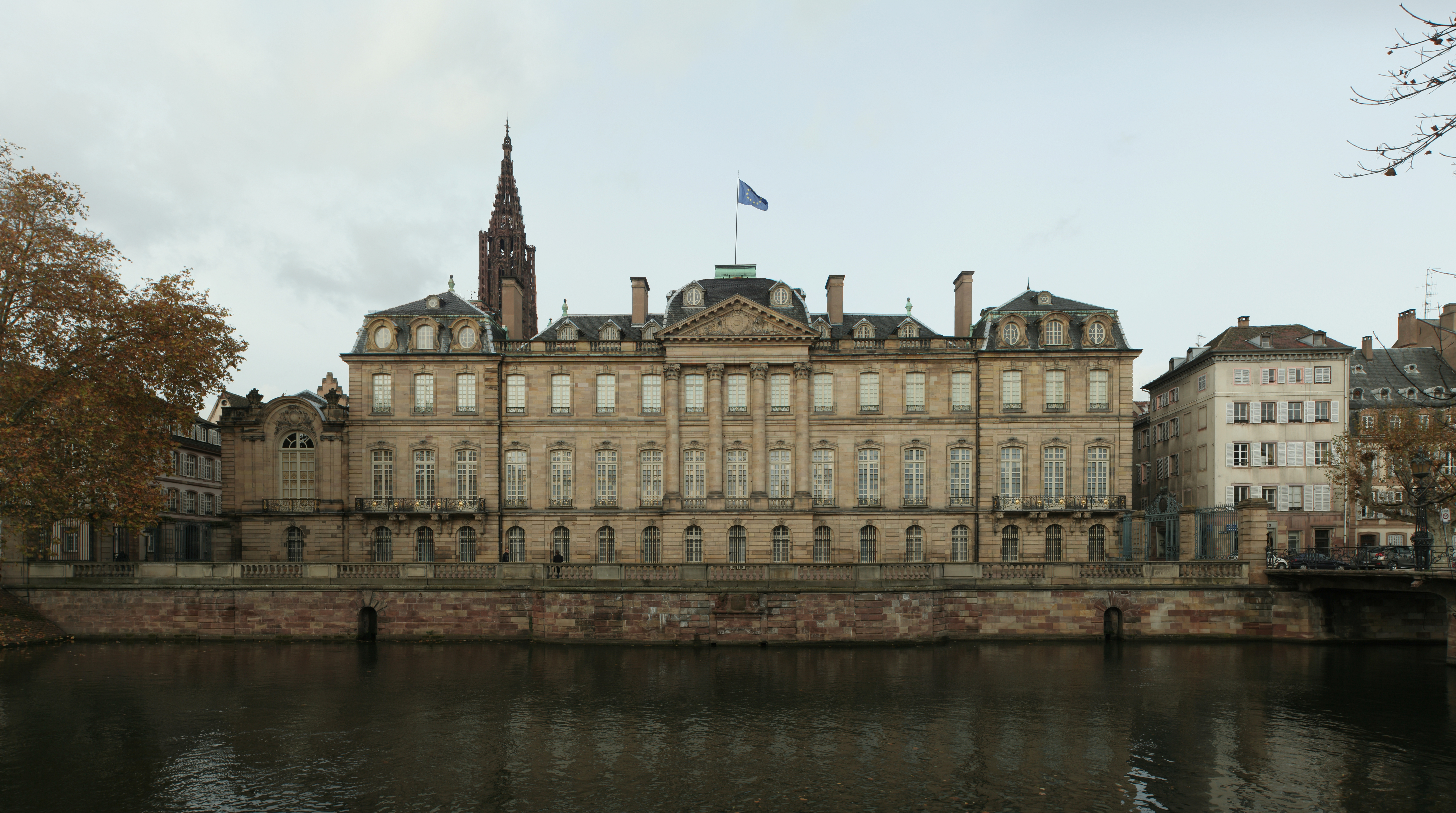
Palazzo dei Rohan visto dal fiume Ill

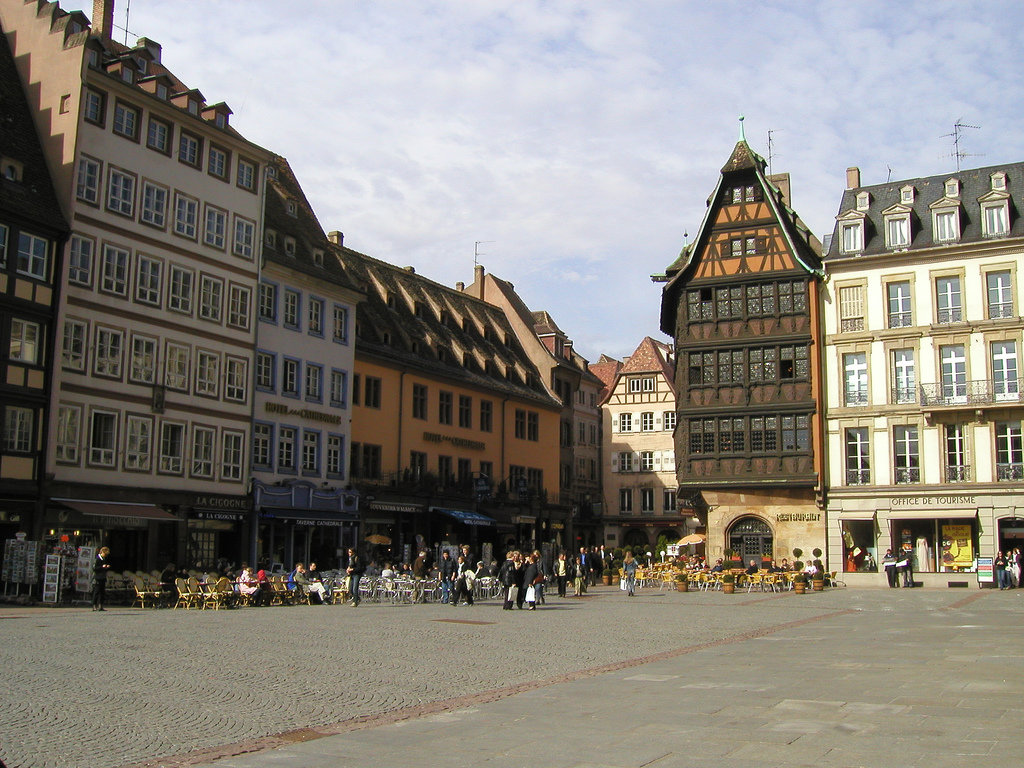
Piazza della Cattedrale e la Maison Kammerzell (a destra)

La Grande Île (Grande isola), la più centrale e caratteristica isola di Strasburgo, costituisce il centro storico della città ed è circondata dalle acque del fiume Ill. Nel 1988 venne aggiunta alla lista dei patrimoni mondiali dell'UNESCO, in quanto "antico quartiere molto rappresentativo delle funzioni della città medievale e dell'evoluzione di Strasburgo tra il XV e il XVIII secolo". Comprende i quartieri di Centre-Ville e Petite France.
Sull'isola, riconosciuta anche come sito di fondazione del castrum romano Argentoratae, è presente una concentrazione di siti d'interesse artistico, architettonico e culturale, tra i quali si ricordano la cattedrale di Notre-Dame, principale monumento cittadino, Casa Kammerzell, palazzo dei Rohan, sede dei principi vescovi della famiglia Rohan nel XVIII secolo, i Ponts Couverts. Tra le chiese, oltre la cattedrale, sono da ricordare Saint-Thomas, Saint-Pierre-le-Vieux, Saint-Pierre-le-Jeune, Saint-Etienne. La Grande Île ospita inoltre l'Hôtel de Ville (municipio) e l'Opéra di Strasburgo, teatro municipale costruito nel 1820 in stile neoclassico.

## Siti

### Palazzi
- Palazzo dei Rohan
- Hôtel de Ville

### Case a graticcio
- Maison Kammerzell
- Pharmacie du Cerf
- Maison des tanneurs
- Ancienne Douane

### Fortificazioni
- Ponts Couverts

### Piazze
- Place de la Cathédrale
- Place Kléber
- Place Broglie